# COROT-7b
COROT-7b (раніше називалася COROT-Exo-7b) — екзопланета, що обертається навколо зірки COROT-7, в сузір'ї Єдинорога, на відстані 489 світлових років від Землі. Ця екзопланета була виявлена в сузір'ї Єдинорога. Вперше її фотометрично виявила місія CoRoT під керівництвом Франції, про що було повідомлено в лютому 2009 року. Екзопланета має дуже короткий орбітальний період, обертаючись навколо своєї зірки приблизно за 20 годин.
Поєднання отриманих даних, таких як діаметр планети, маса планети, виведена з вимірювань радіальної швидкості, вказує на те, що щільність CoRoT-7b приблизно така ж, як і у Землі; отже, CoRoT-7b є планетою земного типу, як Земля, а не газовим гігантом, як Юпітер. Спостереження радіальної швидкості CoRoT-7 також виявили CoRoT-7c, яка має масу в 8,4 рази більшу за земну та обертається кожні 3,7 дня на відстані 6,9 мільйона км (0,046 а.о.).

## Відкриття

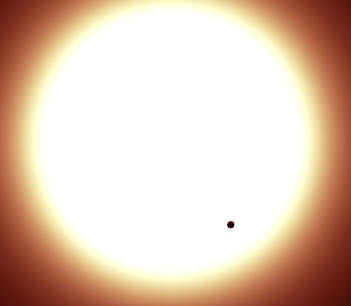
Художнє уявлення про транзит планети CoRoT-7b на фоні жовтого карлика CoRoT-7

CoRoT-7b було виявлено шляхом спостереження за періодичним зменшенням видимої зоряної величини її батьківської зірки, спричиненим проходженням планети перед зіркою, як видно з Землі. Вимірювання зниження яскравості разом з оцінкою розміру зірки дозволяє обчислити розмір планети. (Див. Транзитний метод) Космічна місія CoRoT спостерігала зірку CoRoT-7 у зоряному полі LRa01 з 15 жовтня 2007 року по 3 березня 2008 року. Протягом цього періоду було зареєстровано 153 періодичні транзитні сигнали тривалістю 1,3 години з глибиною 3,4 × 10−4. Після 40 днів збору даних алгоритм виявив неглибокий сигнал CoRoT-7b, розпочавши подальші спостереження з землі, щоб отримати підтвердження планетарної природи транзитного об'єкта. 
Про відкриття CoRoT-7b було оголошено через рік, 3 лютого 2009 року, під час симпозіуму CoRoT 2009 у Парижі. Також інформаці про відкриття була опублікована у спеціальному випуску журналу «Астрономія та астрофізика», присвяченому результатам CoRoT.

## Спостереження Спітцера
Незалежне підтвердження CoRoT-7b як планети надається подальшими дослідженнями, проведеними за допомогою космічного телескопа «Спітцер». Його спостереження підтвердили транзити планети, з тією ж глибиною, на інших довжинах хвиль, ніж ті, що спостерігав CoRoT. Ці дані дозволяють з дуже високим ступенем впевненості підтвердити існування CoRoT-7b як справжньої планети, незалежно від даних про радіальну швидкість. 

## Характеристики
Маса CoRoT-7b дещо невизначена і становить 6,06±0,65ME,тоді як її радіус та період обертання добре відомі з фотометрії CoRoT: вона обертається дуже близько до своєї зірки (1/23 відстані від Сонця до Меркурія) з періодом обертання 20 годин 29 хвилин 9,7 секунд та має радіус 1,58 радіуса Землі. CoRoT-7b мала найкоротшу орбіту серед усіх планет відомих на момент її відкриття.
Через високу температуру планета може бути вкрита лавою. Склад і щільність планети, хоча й обмежені, роблять CoRoT-7b, ймовірно, кам'янистою планетою, як і Земля. Вона може належати до класу планет, які, як вважається, містять до 40% води (у вигляді льоду та/або пари) на додаток до гірської породи. Однак той факт, що вона утворилася так близько до своєї батьківської зірки, може означати, що вона виснажена леткими речовинами. Існує велика ймовірність того, що обертання планети пов'язане з припливним періодом орбіти, так що температура і геологічні умови на сторонах планети, звернених до зірки і від неї, можуть кардинально відрізнятися. Теоретичні дослідження припускають, що CoRoT-7b може бути хтонічною планетою (залишки планети, схожої на Нептун, з якої було вилучено значну частину початкової маси через близькість до її батьківської зірки). Інші дослідники заперечують це і роблять висновок, що CoRoT-7b завжди була скелястою планетою, а не зруйнованим ядром газового або крижаного гіганта, через молодий вік зоряної системи.
Будь-яке відхилення від круглості її орбіти (через вплив зорі-господаря та сусідніх планет) може спричиняти інтенсивну вулканічну активність, подібну до вулканічної активності Іо, за рахунок приливного нагріву.
Було опубліковано детальне дослідження екстремальних властивостей CoRoT-7b, в якому зроблено висновок, що, незважаючи на невизначеність маси, планета має землеподібний склад. Надзвичайна близькість до зорі повинна перешкоджати формуванню щільної атмосфери, при цьому денна півкуля може бути гарячою, як вольфрамова нитка лампи розжарювання, що може призвести до утворення лавового океану. Дослідники пропонують назвати цей новий клас планет, першою з яких є CoRoT-7b, «планетами з лавовим океаном».

### Моделювання надр
Припускаючи, що планета має масу в 5 мас Землі, було змодельовано, що вона має конвекцію в мантії з невеликим ядром, маса якого не перевищує 15% маси планети, або 0,75 M🜨. Нижня мантія над межею ядра і мантії має більш низьку конвекцію, ніж верхня мантія, оскільки більший тиск робить рідини щільнішими. Температура верхньої конвективної мантії відрізняється з одного боку планети від іншого, причому перепади температури в нижній мантії можуть досягати декількох сотень кельвінів. Однак на температуру висхідного потоку не впливає зниження і варіації температури поверхні. На денній стороні приливно-відливної планети, де температура поверхні є високою через те, що вона постійно звернена до Сонця, поверхня бере участь у конвекції, що є доказом того, що вся поверхня цієї півкулі вкрита океанами лави. На нічній стороні поверхня достатньо прохолодна для формування кори з басейнами лави над конвективною мантією з інтенсивним вулканізмом. Денна сторона планети має більші конвекційні осередки, ніж нічна. Дослідники також дослідили фізичний стан надр CoRoT-7b, вказуючи на ймовірну наявність твердого залізного ядра, що означає, що на планеті не повинно бути самогенерованого магнітного поля.

## Можлива атмосфера
Через високі температури на освітленій стороні планети та ймовірність того, що всі поверхневі леткі речовини були вичерпані, випаровування силікатних порід могло спричинити утворення розрідженої атмосфери (з тиском, що наближається до 1 Па або 10-2 мбар при температурі 2500 K [2230 °C]), що складається переважно з натрію, O2, O та монооксиду кремнію, а також меншої кількості калію та інших металів. Магній (Mg), алюміній (Al), кальцій (Ca), кремній (Si) і залізо (Fe) можуть випадати з такої атмосфери на освітленій стороні планети у вигляді частинок мінералів, таких як енстатит, корунд і шпінель, волластоніт, кремнезем і оксид заліза (II), які конденсуються на висотах нижче 10 км. Титан (Ti) може бути виснажений (і, можливо, аналогічним чином залізо) шляхом перенесення до затемненої сторони перед конденсацією у вигляді перовскіту і гейкіеліту. Натрій (і, меншою мірою, калій), будучи більш летючим, може менше конденсуватися в хмари і переважати у зовнішніх шарах атмосфери. Спостереження, проведені за допомогою спектрографа UVES на CoRoT-7b під час і після транзиту, в пошуках ліній випромінювання і поглинання, що походять з екзосфери планети, не змогли виявити жодних суттєвих особливостей. Спектральні лінії кальцію (Ca I, Ca II) і натрію (Na), передбачувані для планети, подібної до Меркурія, або відсутні, або знаходяться за межами виявлення, і навіть лінії випромінювання, очікувані від вулканічної активності, зумовлені припливними силами, спричиненими силою тяжіння сусідньої зірки, не були виявлені. Відсутність виявлених сигналів узгоджується з раніше цитованою теоретичною роботою, яка вказує на безхмарну атмосферу, що складається з кам'янистих випарів з дуже низьким тиском. З наявних даних вчені можуть лише зробити припущення, що CoRoT-7b не схожа на жодну з кам'янистих планет Сонячної системи.